# Ardes
Ardes [aʁd] (auch: Ardes-sur-Couze) ist eine französische Gemeinde mit 599 Einwohnern (Stand: 1. Januar 2022) im Département Puy-de-Dôme in der Region Auvergne-Rhône-Alpes (vor 2016: Auvergne). Sie gehört zum Arrondissement Issoire und zum Kanton Brassac-les-Mines (bis 2015: Kanton Ardes). Die Einwohner werden Ardoisiens genannt.

## Geografie
Ardes liegt 41 Kilometer südlich von Clermont-Ferrand am Ostabhang des Zentralmassivs. Durch das Gemeindegebiet fließt die Couze d’Ardes, ein linker Nebenfluss des Allier. Ardes wird umgeben von den Nachbargemeinden Rentières im Norden, Augnat im Osten und Nordosten, Apchat im Süden sowie Mazoires im Westen.

## Bevölkerungsentwicklung

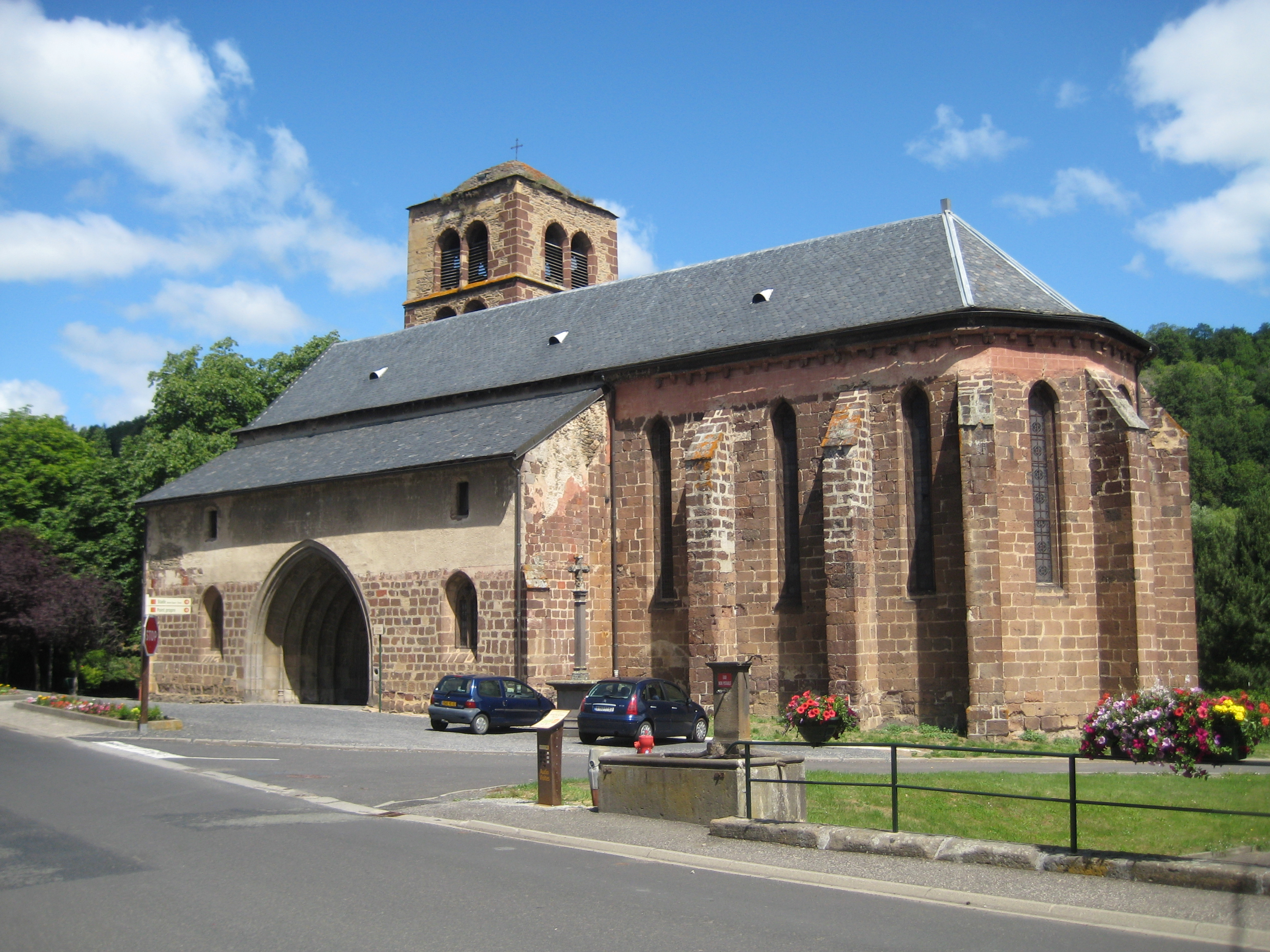
Kirche Saint-Dizaint

| Jahr                       | 1962 | 1968 | 1975 | 1982 | 1990 | 1999 | 2006 | 2013 |
| Einwohner                  | 807  | 812  | 747  | 643  | 585  | 547  | 592  | 520  |
| Quellen: Cassini und INSEE |      |      |      |      |      |      |      |      |

## Sehenswürdigkeiten
- Kirche Saint-Dizaint aus dem 14. Jahrhundert, Monument historique seit 1920
- Zoologischer Garten
- Museum
- Ruinen der früheren Burg